# Sigge Rosén
Knut Sigfrid (Sigge) Rosén, född 22 maj 1913 i Borlänge, död 11 juli 1985, var en svensk målare och tecknare.   
Han var son till hemmansägaren Anders Rosén och Anna Olsdotter och gift med Margareta Wahlbäck samt bror till Einar Rosén. Han kunde inte få något bidrag hemifrån för studier utan tog anställning på sågverket och en tid arbetade han som timmerflottare. 
Rosén studerade för Otte Sköld och Akke Kumlien vid Konsthögskolan i Stockholm 1941–1946. Han företog därefter studieresor till Paris och Provence där han speciellt studerade verk utförda av Gustave Courbet. Han ställde ut tillsammans med Lambert Werner i Borlänge ett flertal gånger, han medverkade i samlingsutställningen Unga tecknare på Nationalmuseum 1947, Konstsalongen Rålambshof och i samlingsutställningar arrangerade av Sveriges allmänna konstförening, Dalarnas konstförening samt Borlänge-Tunabygdens konstförening. På 1950-talet färdades han runt i Frankrike och målade i 8 månader. Han tilldelades Borlänge kommuns kulturstipendium 1963, Landstingets stipendium 1976, samt Statligt arbetstipendium 1973-1974.
Hans konst består av porträtt, stilleben, figurer, interiörer , mariner och landskap med vårmotiv utförda i olja. Vid sidan av sitt eget skapande bedrev han under 15 års tid kursverksamhet i Borlänge, och konstnärerna Rose-Marie Klintman och Tomas Holst var några av hans elever.
Han och hans bror Einar skaffade sig en gemensam ateljé vid Gamla Båtsta, utanför Borlänge 1963 där de arbetade tillsammans.
Sigge Rosén är begravd på Amsbergs kyrkogård.